# Laura López Ventosa
Laura López Ventosa (Madrid, 13 de enero de 1988) es una jugadora española de waterpolo, que inició su andadura en este deporte en el Club Natación Cuatro Caminos.
Es una waterpolista del Centre Natació Mataró club al que regresa para la temporada 14-15 e internacional absoluta con la selección española, con la que se ha proclamado subcampeona olímpica en los Juegos Olímpicos de Londres 2012 y campeona del mundo en el Campeonato del Mundo de Barcelona 2013 . 

## Palmarés deportivo
Selección española
- Medalla de oro en el Campeonato del Mundo de Barcelona 2013
- Medalla de plata en los Juegos Olímpicos de Londres 2012
- Campeona del Torneo Preolímpico de Trieste (2012)
- 5ª en los Campeonatos de Europa Eindhoven (2012)
- 8ª en el Mundial de Roma (2009)
- 4ª en la Liga Mundial (2009)
- Plata en el Europeo de Málaga (2008)
- 7ª en el Mundial de Melbourne (2007)
- 4ª en el Europeo de Belgrado (2006)
- 7ª en el Júnior de Perth (2005)

Competición de clubes
- 1 Liga de División de Honor (2006)
- 2 Copas de la Reina (2006 y 2007)

## Premios, reconocimientos y distinciones
- Medalla de Bronce de la Real Orden del Mérito Deportivo, otorgada por el Consejo Superior de Deportes (2013)
- Medalla de Plata de la Real Orden del Mérito Deportivo, otorgada por el Consejo Superior de Deportes (2014)